# Мищенко, Андрей Авксентьевич
Андрей Авксентьевич Мищенко (21 сентября 1898, Лиходеево, Саратовская губерния, Российская империя— 5 июля 1952, Краков, ПНР) — генерал-майор ВС СССР, генерал бригады Народного Войска Польского; командир 132-й и 148-й стрелковых дивизий в годы Великой Отечественной войны, с которыми участвовал в боях за освобождение Украины и Польши.

## Биография
Родился 21 сентября 1898 года в селе Лиходеево (ныне село Берёзовка Еланский район Саратовской области) в семье крестьянина. Родители занимались сельским хозяйством, умерли в 1920 году; в семье был старший брат, который также занимался сельским хозяйством. С 15 лет трудился в хозяйстве отца, работал по найму у помещиков. В 1913 году окончил начальное училище в местечке Елань.

### Воинская служба

#### Первая мировая война и Гражданская война
В Первую мировую войну в мае 1917 г. мобилизован в армию и до декабря служил рядовым и младшим унтер-офицером в 1-м запасном кавалерийском полку в Сызрани, там же избирался членом полкового комитета. По демобилизации возвратился на родину.
В Гражданскую войну в сентябре 1918 г. призван в РККА Аткарским УВК и зачислен во 2-й Петроградский кавалерийский полк в Симбирске. В декабре убыл с ним на Восточный фронт, где воевал красноармейцем, пом. командира и командиром взвода в составе Отдельной кавалерийской бригады 5-й армии. Прошел с боями от Уфы до Омска. С марта по декабрь 1920 г. в составе полка сражался против Б. В. Анненкова и атамана А. И. Дутова в Семиреченской области. С декабря 1920 по июль 1921 г. находился на повторных командных кавалерийских курсах в Семипалатинске, затем служил командиром взвода и пом. командира эскадрона в 74-м кавалерийском полку 13-й кавалерийской дивизии. С сентября 1921 по апрель 1922 г. участвовал в боях с бандами генерала А. С. Бакича в Маньчжурии (от Зайсана до Сара-Сумэ), затем против А. П. Кайгородова в Горном Алтае.

#### Межвоенные годы
С октября 1924 по январь 1925 г. учился на химических кавалерийских курсах в Могилёве. Член ВКП(б) с 1925 года. После окончания командовал взводом в прежнем 74-м кавалерийском полку, а с марта 1926 г. — в 38-м кавалерийском полку 7-й Самарской кавалерийской дивизии. С мая по октябрь 1926 г. находился на курсах усовершенствования при Центральной школе связи РККА (собаководства и голубеводства), затем служил в той же школе инструктором 1-го разряда. В феврале 1928 г. переведен в окружную школу военного собаководства СибВО, где исполнял должности начальника питомника, врид начальника школы, врид военкома школы. В 1929 г. принимал участие в конфликте на КВЖД. С января по май 1932 г. вновь находился на курсах усовершенствования при Центральной школе связи РККА (собаководства и голубеводства). По окончании был начальником и комиссаром школы связи ККА, с июня 1934 г. — окружной школы младшего комсостава связи ПриВО. В сентябре 1938 г. назначен начальником курсов усовершенствования Центральной школы связи РККА (собаководства и голубеводства), одновременно в этот же период учился в вечерней Военной академии РККА им. М. В. Фрунзе. Приказом НКО от 05.05.1939 г. ему было присвоено воинское звание полковник, а в июле он вступил во временное исполнение должности начальника Центральной школы связи РККА. С октября исполнял должность помошника начальника школы по учебно-строевой части. Во время Советско-финляндской войны 1939-1940 гг. он был откомандирован на Северо-Западный фронт, где воевал в 8-й и 15-й армиях пом. начальника связи армии по спецслужбе. После окончания боевых действий с апреля 1940 г. был начальником КУКС связи в Москве.

#### Великая Отечественная война
С началом  войны в июле 1941 г. назначен начальником 1-го (оперативного) отделения штаба 132-й стрелковой дивизии ХВО в городе Полтава. 10 июля дивизия убыла на фронт в район ст. Чаусы и, войдя в состав 13-й армии Западного фронта, приняла первый бой на левом берегу Днепра у населенного пункта Новобыхово, в дальнейшем участвовала в Смоленском сражении. В ходе ожесточенных оборонительных боев северо-западнее ст. Чаусы ей удалось на несколько дней задержать наступление немецких войск. Однако гитлеровцы обошли части дивизии и окружили их. Прорвав кольцо окружения, дивизия заняла новый рубеж обороны. В августе полковник  Мищенко вступил в должность начальника штаба этой же дивизии. В начале сентября она в составе той же армии была подчинена вновь сформированному Брянскому фронту и участвовала в Орловско-Брянской оборонительной операции. После выхода из окружения с 28 октября 1941 г. вступил в командование этой же 132-й стрелковой дивизией. Она заняла оборону на северной окраине Курска, затем на реке Тим в районе Евланово. В середине ноября дивизия совершила марш в район города Елец и вела бои с противником, наступавшим на Ефремов. С 10 декабря 1941 г. принимала участие в Елецкой наступательной операции. После освобождения города она перешла к обороне в районе деревни Дросково.
С 21 февраля 1942 г. полковник  Мищенко переведен на должность командира 148-й стрелковой дивизии. Принял ее в период упорных боев с перешедшим в наступление противником на реке Фошня. К 3 марта враг был остановлен, а затем отброшен на исходные позиции. С июня 1942 г. дивизия в составе той же 13-й армии Брянского фронта участвовала в Воронежско-Ворошиловградской оборонительной операции. С января 1943 г. ее части успешно действовали в Воронежско-Касторненской наступательной операции и наступлении на малоархангельском направлении. В конце февраля дивизия перешла к обороне на рубеже Кривцово, Тросно (с 13 марта — в составе войск Центрального фронта). Приказом по войскам Центрального фронта от 25.4.1943 за эти бои командир дивизии генерал-майор  Мищенко был награжден орденом Красной Звезды. С 5 июля дивизия в составе армии участвовала в Курской битве, в оборонительных боях на орловско-курском направлении, Орловской и Черниговско-Припятской наступательных операциях. За преодоление обороны немцев на западном берегу реки Десна и овладение Черниговом приказом ВГК от 21.9.1943 ей было присвоено наименование «Черниговская». Продолжая наступление, части дивизии 25 сентября форсировали Днепр, а 30 сентября — реку Припять и вели затем ожесточенные бои с танковыми и моторизованными частями немцев по удержанию захваченного плацдарма. Своими действиями на Припяти дивизия обеспечила войскам выполнение задачи по форсированию Днепра севернее Киева и овладение городом. С 20 ноября она входила в 60-ю армию 1-го Украинского фронта и принимала участие в Киевской оборонительной, а с 26 декабря — Житомирско-Бердичевской наступательной операциях. В дальнейшем генерал-майор  Мищенко успешно руководил боями дивизии в ходе Ровно-Луцкой и Проскуровско-Черновицкой наступательных операциях. За освобождение Шепетовки она была награждена орденом Красного Знамени (17.2.1944), а Указом ПВС СССР от 19.3.1944 — орденом Суворова 2-й ст. С середины марта дивизия вела упорные наступательные бои, оказывая содействие частям, освобождавшим Тернополь, затем в начале мая она перешла к обороне в 20 км западнее города. С 16 июля ее части принимали участие в Львовско-Сандомирской наступательной операции, в освобождении Львова и преследовании противника в направлении города Дембица.
В конце ноября 1944 г. генерал-майор  Мищенко убыл на учебу в Высшую военную академию им. К. Е. Ворошилова. 26 апреля 1945 г. окончил ее курсы и направлен в распоряжение главкома Войска польского, с 17 мая исполнял должность начальника штаба 1-й Польской армии.
За время войны комдив Мищенко был пять раз персонально упомянут в благодарственных в приказах Верховного Главнокомандующего.

#### Послевоенная карьера

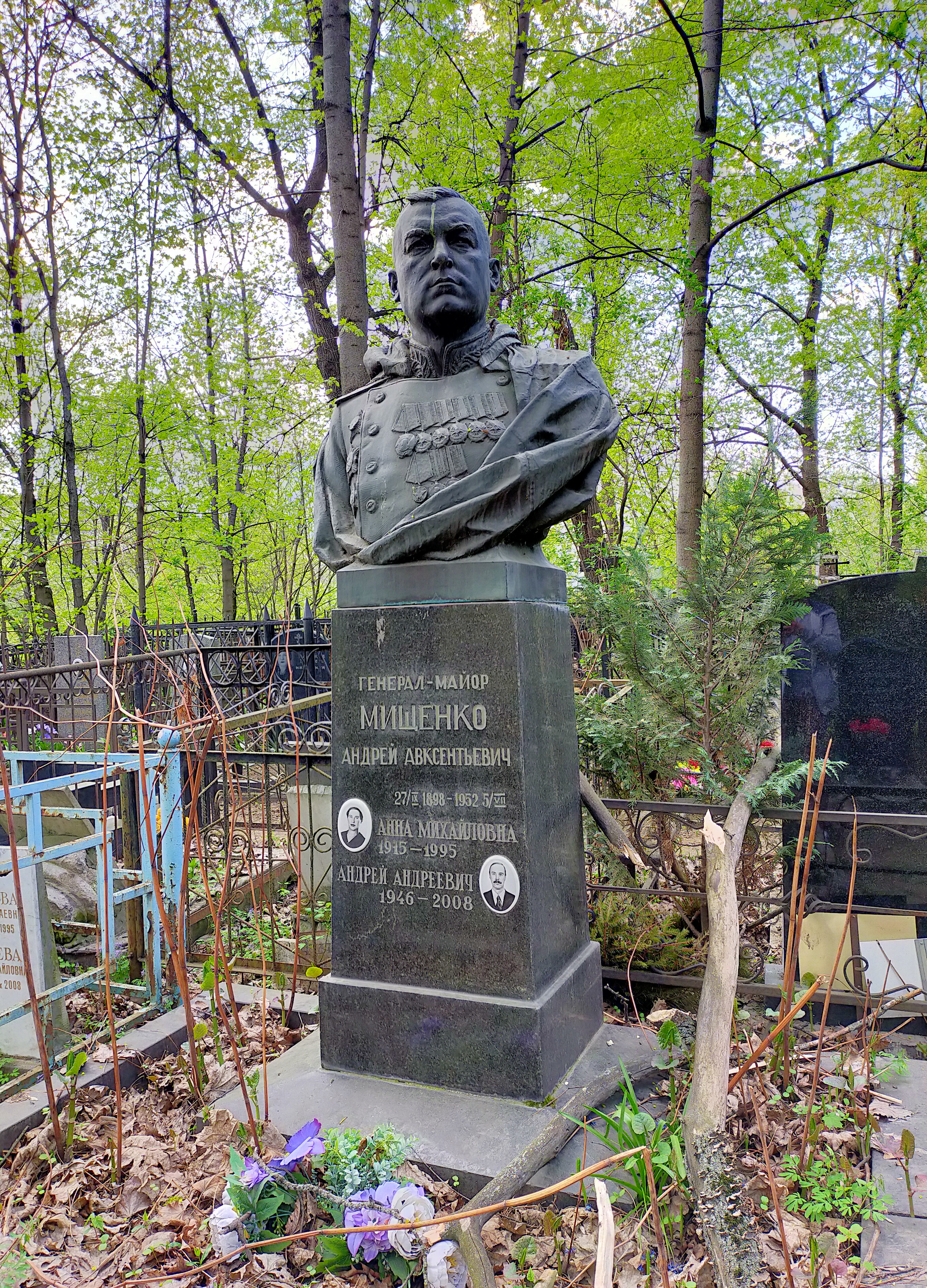
Могила А. А. Мищенко на Введенском кладбище

После войны с сентября 1945 г. был начальником штаба Лодзинского военного округа Войска Польского. 15 октября отозван в ГУК НКО и в январе 1946 г. назначен командиром 30-й гвардейской стрелковой Рижской Краснознаменной дивизии в Таллине. После ее расформирования в июле переведен зам. командира 30-го гвардейского стрелкового Краснознаменного корпуса. С августа 1947 г. командовал 45-й гвардейской стрелковой Красносельской ордена Ленина Краснознаменной дивизией ЛВО в Выборг. С июня 1950 по июль 1951 г. находился на ВАК при Высшей военной академии им. К. Е. Ворошилова, затем в сентябре  по предложению маршала К.К.Рокоссовского был откомандирован в Войско Польское как начальник штаба и заместитель командира 5-го Краковского военного округа (с оставлением в кадрах Советской армии).
Скоропостижно скончался 5 июля 1952 года в Кракове. Похоронен на Введенском кладбище (15 уч.)

### Семья
- Супруга — Елена Адамовна Ясюкайтис (1906—1949), уроженка Могилёва.
- Сын — Рэм Андреевич Мищенко (род. 1926), учился в 1-м Ленинградском артиллерийском училище.

### Награды
СССР
- орден Ленина (21.02.1945)[5][6]
- пять орденов Красного Знамени (27.03.1942[7], 06.08.1943[8], 30.08.1944[9], 03.11.1944[6][10], 20.06.1949[6])
- орден Суворова II степени (23.09.1943)[11]
- орден Богдана Хмельницкого II степени (10.01.1944)[12]
- орден Красной Звезды  (25.04.1943)[13]

медали в том числе:
- «XX лет Рабоче-Крестьянской Красной Армии» (1938)[9]
- «За победу над Германией в Великой Отечественной войне 1941—1945 гг.»

Приказы (благодарности) Верховного Главнокомандующего, в которых отмечен А. А. Мищенко.
- За овладение штурмом областным центром Украины городом Чернигов – важнейшим опорным пунктом обороны немцев в низовьях реки Десна. 21 сентября 1943 года. № 20.
- За овладение городом Шепетовка – крупным железнодорожным узлом и важным опорным пунктом обороны немцев. 11 февраля 1944 года. № 73.
- За овладение областным центром Украины городом Тарнополь – крупным железнодорожным узлом и сильным опорным пунктом обороны немцев на львовском направлении. 15 апреля 1944 года. № 109.
- За овладение штурмом важным хозяйственно-политическим центром и областным городом Украины Львов — крупным железнодорожным узлом и стратегически важным опорным пунктом обороны немцев, прикрывающим пути к южным районам Польши. 27 июля 1944 года. № 154.
- За овладение штурмом городом Дембица – крупным центром авиационной промышленности и важным узлом коммуникаций на краковском направлении. 23 августа 1944 года. № 172.

Других государств
- орден «За выдающиеся заслуги» (Великобритания -указ короля Георга VI от 31 октября 1942; грамота направлена 30 июня 1943 года)[12]